# Федотова, Диана Александровна
Диана Александровна Федотова (урожденная Сазонова) (7 марта 1992 года) — российская профессиональная баскетболистка, выступающая за команду «Динамо» (Москва). Мастер спорта России.

## Карьера
Воспитанница курского баскетбола. В 2014 году стала серебряным призером молодежного первенства России в составе местного «Динамо-2». По итогам сезона баскетболистка вошла в символическую пятерку турнира. В том же году она провела два матча в Премьер-Лиге за основной состав «Динамо». Позднее выступала за другие команды из баскетбольной элиты: «Энергия» (Иваново), «Енисей» (Красноярск), «Динамо» (Новосибирск).
В мае 2019 года заключила контракт с московским «Динамо».

### Баскетбол 3×3
В 2014 году Диана Сазонова выступала за сборную России по баскетболу 3×3. Она помогла ей отобраться на чемпионат мира. Спортсменка попала в предварительный состав национальной команды для участие в первенстве планеты в Москве. Однако перед самым началом турнира стало известно, что Сазонова не попала в окончательную заявку сборной.